# جرج مینوت
جرج ریچاردز مینوت(به انگلیسی: George Richards Minot) ‏زیست‌شناس آمریکائی برنده جایزه نوبل فیزیولوژی و پزشکی در سال ۱۹۳۴ به خاطر کشف اثر کبد بر کم‌خونی بود.